# Першотравневий масив
Першотравне́вий маси́в — перший житловий масив міста Києва. Масив входить до широких меж історичної місцевості  Чоколівки та розташований на місці колишнього Кадетського гаю. Територія першотравневого масиву обмежується Чоколівським бульваром, вулицями Єреванською, Уманською, Ушинського, проспектом Повітряних Сил, та залізницею Київ-Фастів.

## Історія

### Селище Першого Травня
Назва масиву походить від колишнього селища імені Першого Травня. На місці частини колишнього Кадетського гаю впродовж 1925–1929 років було розплановано та забудовано нове поселення. Селище кооперативу робітників-залізничників ім. Першого Травня будувалося у господарчий спосіб (тобто силами самих робітників) за допомогою довготермінової державної позики. Проект селища склало Управління Південно-Західної залізниці. Загалом було збудовано 64 одноповерхових і двоповерхових житлових будинки котеджного типу. Налічувалося 137 квартир і 387 кімнат. Загальна вартість будівельних робіт становила 872,94 тис. карбованців.
Малоповерхова садибна забудова селища була зосереджена у кварталі між теперішніми проспектом Повітряних Сил, Чоколівським бульваром та вулицею Авіаконструктора Антонова.
Початково тут проклали шість вулиць — Авіації, Кооперативну, Лукашевича, Піонерську, Секторну, Соціалістичну. На початку 1930-х забудову було дещо поширено в бік Чоколовки. Виникло ще три нові вулиці — бульвар Леніна, вулиця Колективізації й Транспортна. Ближче до кінця 1930-х з’явилася вулиця Культури. Забудова селища тривала у 1930-х — там поставали нові кооперативні будинки. Руйнування селища Першого Травня почалося у 1950-х із початком магістральної забудови Повітрофлотського шосе. Наступними кроками у знесенні селища стали магістральна забудова Чоколівського бульвару на початку 1970-х і багатоповерхова забудова вулиці Антонова у середині 1970-х. Саме в цей час було знесено решту забудови селища Першого Травня. Зникли деякі вулиці, хоча вулична мережа здебільшого збереглася. Частина вулиць тепер є безіменними проїздами.
Наразі відомо про п’ять вцілілих будинків селища Першого Травня, споруджених у 1926–1934 роках. Один із них знаходиться за адресою вулиця Левка Мацієвича, 5, і у 1970-х був пристосований під допоміжне приміщення одного з дитсадків. Другим є сусідній із ним двоповерховий будинок № 5/1, побудований у 1933–1934 роках, який спочатку мав адресу на вулиці Кооперації, 54. Нині його надбудовано та значно змінено. Ще одна одноповерхівка, також за адресою вулиця Левка Мацієвича, 5, збереглася навпроти дитсадка на Левка Мацієвича, 6/2. Вона також із 1970-х пристосована під допоміжне приміщення дитсадка, але з усіх збережених будинків виглядає чи не найбільш автентичною.

### Першотравневий масив
Будівництво Першотравневого масиву розпочалося у 1957 році на місці городів та полів. Авторами проєкту масиву були архітектори О. І. Заваров, С. Б. Шпільт та Л. Г. Стависька. 
Процес забудови Першотравневого ускладнювався наявним рельєфом даної території. Впродовж 1959–1960 років було збудовано другу, а впродовж 1961–1963 років — третю чергу масиву, друга та третя черги — це забудова класичними «хрущовками». Пізніше, у 2-й половині 1960-х та у 1970-ті роки у східній частині масиву було зведено і 9- та 14-поверхові будинки.
Квартали першої черги були зведені впродовж 1957–1959 років. Загальна площа новобудов склала 33 га. В першу чергу забудовувалися квартали у межах Чоколівського бульвару, вулиць Єреванської, Адама Міцкевича, Здвизької (нині Івана Світличного), Іскрівської (нині Джохара Дудаєва) та Уманської. Окремий квартал було відведено під території школи та шкільного стадіону.
Першотравневий масив забудовувався на першому етапі будинками серії 1-406. Вони мали покращене планування, більші вікна та вищі стелі. На відміну від пізніших проєктів економічного житла, будинки перших кварталів Першотравневого масиву зберігали певні ознаки архітектурного оздоблення. 
Під час зведення другої та третьої черги було використано будинки серії 1-438 та  застосовано прийом «пірамідального» завершення пагорба, що сприяло утворенню замкнутої панорами Першотравневого масиву. Суцільний ансамбль протяжністю 2.6 км було зведено зі сторони залізничної дороги. Будинки на схилах вулиці Ушинського створили потужний архітектурний акцент та були спроєктовані з урахуванням різних точок огляду. А 16-поверхові житлові будівлі між Чоколівським бульваром та залізничною колією усунули занадто широкі та незатишні проміжки між наявними «хрущівками».  
Наприкінці 1970-х квартали Першотравневого масиву були представлені озелененими просторами з мережею алей та доріжок, дитячими та фізкультурними майданчиками. У відсотковому співвідношенні, забудова масива була наступна: будинки — 15% території, 57% — зелені насадження, 28% — вулиці та міжквартальні проїзди.

## Парки та зелені зони
- Парк «Юність» (Першотравневий)

	У 1959-1963 рр. на частині території Першотравневого масиву росла велика кількість дубів, що були залишками колишнього Кадетського Гаю (вулиці Уманська, Лондонська, Єреванська, Джохара Дудаєва). Після завершення будівництва масиву, зелений простір отримав співзвучну назву — Першотравневий парк. 
- Парк «Супутник»
- Дуб Фролкіна
- Ротонда «Біла вежа»
- Сквер імені К. Д. Ушинського
- Стоянка-музей військової техніки

## Заклади культури

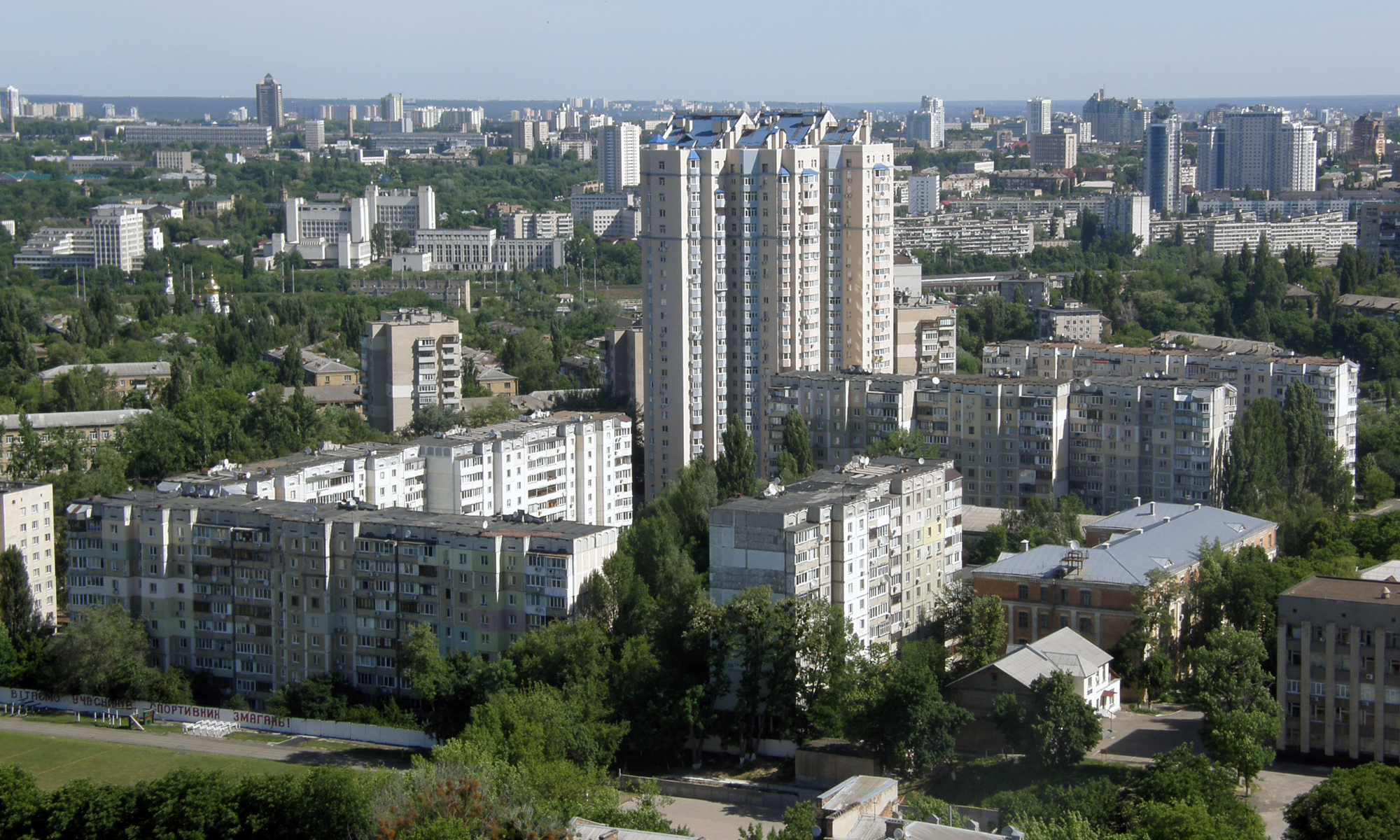
Першотравнений масив

- Кінотеатр «Супутник»

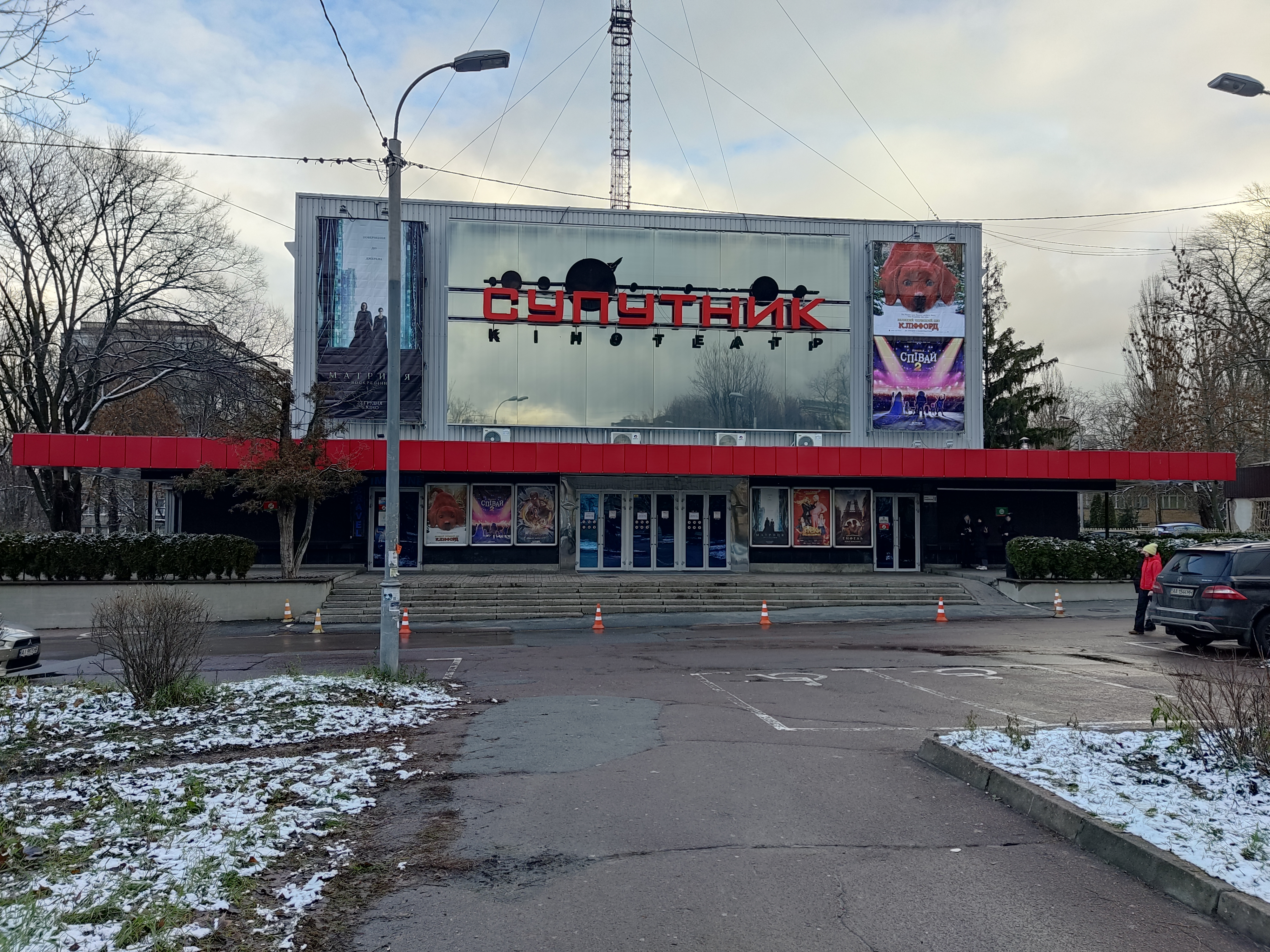
Кінотеатр «Супутник»

- Палац дитячої та юнацької творчості Солом’янського району
- Бібліотека імені М. Реріха [Архівовано 29 листопада 2021 у Wayback Machine.]
- Культурний центр «УТОГ»
- Стоянка-музей військової техніки

## Заклади освіти
- Національний університет оборони України імені Івана Черняховського
- Технічний Ліцей НТУУ «КПІ»
- Київське вище професійне училище швейного та перукарського мистецтва
- Гімназія біотехнологій №177
- Гімназія № 178
- Середня загальноосвітня школа №166
- Середня загальноосвітня школа №149
- Заклад дошкільної освіти №648
- Заклад дошкільної освіти №344
- Заклад дошкільної освіти №17

## Цікаві факти
- Частина знімань фільму «Прощавайте, голуби» відбувалася на території тоді ще недобудованого Першотравневого масиву, а саме на вулиці Авіаконструктора Антонова, вулиці Уманській та Чоколівському бульварі.

- У подвір’ї житлового будинку на вулиці Уманській, 47, був відкритий дитячий басейн. Його було споруджено наприкінці 1950-тих, по завершенню першої черги будівництва масиву. Цей басейн став унікальним явищем, адже ні до, ні після подібного в Києві не було. У 1970-тих рр. басейн реконструювали: додано павільйон із допоміжними приміщеннями, збільшено ванну (25×10 м із 4-ма доріжками). Басейн працював протягом усього року. У 1990-х рр. басейн було закрито назавжди.